# UNEF II Medaille
De UNEF Medaille II is een onderscheiding van de Verenigde Naties.
De Verenigde Naties hebben in 1956 een vredesmacht ingesteld die de naam "United Nations Emergency Force", meestal afgekort als "UNEF" kreeg. In 1967 volgde UNEF II met een ander mandaat en andere deelnemers.
Militairen uit neutrale landen vormden net als UNEF I had gedaan een buffer tussen de oorlogvoerende Egyptische en Israëlische troepen in de Sinaï woestijn.
Australië, Oostenrijk, Canada, Finland, Ghana, Indonesië, Ierland, Nepal, Panama, Peru, Polen, Senegal en Zweden zonden infanterie of logistieke steun.
De deelnemers hadden recht op een onderscheiding, een van de Medailles voor Vredesmissies van de Verenigde Naties. De bronzen UNEF II Medaille werd aan een blauw lint met een brede door twee smalle blauwe strepen gebroken verticale grijze baan in het midden gedragen lint op de linkerborst gedragen.
De UNEF I Medaille was na de Medaille voor de Korea-oorlog de laatste Medaille voor Vredesmissies van de Verenigde Naties met een opschrift op de medaille zèlf geweest. Sindsdien kregen de tientallen Medailles voor Vredesmissies van de Verenigde Naties ieder een eigen lint maar ze kregen niet langer een inscriptie met de codenaam van de vredesmissie. Ook de UNEF II medaille is een standaarduitvoering.